# Strażnica WOP Lesica
Strażnica Wojsk Ochrony Pogranicza Marynów/Lesica – nieistniejący obecnie podstawowy pododdział graniczny Wojsk Ochrony Pogranicza pełniący służbę graniczną na granicy polsko-czechosłowackiej.

Strażnica Straży Granicznej w Lesicy – nieistniejąca obecnie graniczna jednostka organizacyjna polskiej straży granicznej realizująca zadania bezpośrednio w ochronie granicy państwowej z Czechami.

## Formowanie i zmiany organizacyjne
Strażnica została sformowana w 1945 w strukturze 51 komendy odcinka jako 236 strażnica WOP (Marientthal) o stanie 56 żołnierzy. Kierownictwo strażnicy stanowili: komendant strażnicy, zastępca komendanta do spraw polityczno-wychowawczych i zastępca do spraw zwiadu. Strażnica składała się z dwóch drużyn strzeleckich, drużyny fizylierów, drużyny łączności i gospodarczej. Etat przewidywał także instruktora do tresury psów służbowych oraz instruktora sanitarnego. W 1947 strażnicę przeniesiono do Lesicy.
Od 15 marca 1954 wprowadzono nową numerację strażnic, a strażnica WOP Lesica otrzymała nr 245.
W 1956 rozpoczęto numerowanie strażnic na poziomie brygady. Strażnica I kategorii Lesica była 9. w 5 Brygadzie Wojsk Ochrony Pogranicza.
W 1960, po kolejnej zmianie numeracji, strażnica posiadała numer 18 i zakwalifikowana była do kategorii III w 5 Sudeckiej Brygadzie WOP .
W 1964 strażnica WOP nr 17 Lesica uzyskała status strażnicy lądowej i zaliczona została do IV kategorii.
Rozkazem organizacyjnym dowódcy WOP nr 088 z 9.07.1964 rozformowano strażnicę WOP kategorii IV Lesica o stanie 28 wojskowych. W jej miejscu sformowano 17 placówkę WOP II kategorii Lesica o stanie 6 wojskowych.
Straż Graniczna:

Po rozwiązaniu 15 maja 1991 Wojsk Ochrony Pogranicza, 16 maja 1991 strażnica w Lesicy weszła w podporządkowanie Sudeckiego Oddziału Straży Granicznej i przyjęła nazwę Strażnica Straży Granicznej w Lesicy.
W 2000 rozpoczęła się reorganizacja struktur Straży Granicznej związana z przygotowaniem Polski do wstąpienia, do Unii Europejskiej i  przystąpieniem do Traktatu z Schengen. Podczas restrukturyzacji wprowadzono kompleksową ochronę granicy już na najniższym szczeblu organizacyjnym tj. strażnica i graniczna placówka kontrolna. Wprowadzona całościowa ochrona granicy zniosła podział na graniczne jednostki organizacyjne ochraniające tylko tzw. „zieloną granicę” i prowadzące tylko kontrole ruchu granicznego. Powyższe uprościło reagowanie na występujące zagrożenia poprzez możliwość natychmiastowego przesunięcia każdego funkcjonariusza z przejścia granicznego na zieloną granicę i odwrotnie w ramach tej samej jednostki. W wyniku tego, w 2003 nastąpiło zniesie strażnicy SG w Lesicy, a ochraniany odcinek przejęła Graniczna Placówka Kontrolna SG w Międzylesiu .

## Ochrona granicy
Strażnice sąsiednie:
- 235 strażnica WOP Bobischal ⇔ 237 strażnica WOP Stuchlsteiffen – 1946
- strażnica WOP Boboszów ⇔ strażnica WOP Rudawa – 1957